# Al Manara
Al Manara è un quartiere di Dubai, si trova nel settore occidentale di Dubai nella zona di Bur Dubai.

## Geografia fisica
Al Manara, che letteralmente significa "il faro", è una comunità residenziale in via di sviluppo con la presenza di numerose ville.